# Membrană biologică

Tipuri de structuri formate de fosfolipide în soluție apoasă: lipozomi, micele și bistrat lipidic

O membrană biologică sau biomembrană este o membrană permeabilă selectiv care separă interiorul unei celule de mediul extern sau creează compartimente intracelulare, servind drept graniță între o parte a celulei și alta. Membranele biologice, sub forma membranelor celulelor eucariote, sunt alcătuite dintr-un strat bistratificat de fosfolipide cu proteine încorporate, integrale și periferice utilizate în comunicarea și transportul substanțelor chimice și al ionilor. Grosimea lipidelor dintr-o membrană celulară oferă o matrice fluidă, ceea ce permite ca proteinele să se rotească și să difuzeze lateral, asigurând funcționalitatea fiziologică.